# Aki Maeda
Aki Maeda (前田亜季 Maeda Aki?), 11 de julio de 1985 en Tokio, Japón) es una actriz y cantante japonesa. Su hermana mayor es la modelo y también actriz Ai Maeda. Su salto a la fama en occidente tuvo lugar en el año 2000, por su interpretación del personaje Noriko Nakagawa en la película Battle Royale. En 2008 se graduó de la Universidad Hosei.